# Parlamentswahl in Portugal 1987
- CDU: 31
- PS: 60
- PRD: 7
- PSD: 148
- CDS: 4

Die Parlamentswahlen in Portugal im Jahr 1987 fand am 19. Juli statt.
Nachdem die PRD ihre Unterstützung für die sich seit 1985 im Amt befindliche Minderheitsregierung unter Aníbal Cavaco Silva aufgekündigt hatte, war die Mitte-rechts-Regierung der PSD am Ende. Folgerichtig löste der 1986 neu gewählte Präsident, der Sozialist Mário Soares, am 28. April 1987 das Parlament auf und rief Neuwahlen aus.
Politisch hatten sich sowohl die Regierung als auch der Präsident verständigt, und das Land am 1. Januar 1986 in die EG geführt. Obwohl eine zehnjährige Übergangszeit ausgehandelt wurde, brachte der EU-Beitritt eine Reihe unpopulärer Sparmaßnahmen. Vor allem die in der 1987 gegründeten Coligação Democrática Unitária (CDU – Demokratische Einheitskoalition) vereinten Linken aus Kommunisten, Grünen und der Splittergruppe „Intervenção Democrática“ versuchten, die Unzufriedenheit mit den Sparmaßnahmen der Regierung für sich zu nutzen.
Andererseits hatte im Lager der Linken Mitte der mit unterschiedlichen Kandidaten geführte Wahlkampf zu den Präsidentschaftswahlen 1986 die Kluft zwischen den Sozialisten um Soares und der von dem ehemaligen Präsidenten des Landes António Ramalho Eanes  geführten Demokratischen Erneuerungspartei (PRD) weiter vertieft. Das betraf auch das persönliche Verhältnis zwischen Soares und Ramalho Eanes. Es war daher keine Überraschung, dass nach dem Scheitern der Regierung Cavaco Silva eine rechnerisch mögliche Koalitionsregierung aus PRD und Sozialisten nicht zustande kam.
Unter Führung von Cavaco Silva wurde in der PSD eine neoliberale Wirtschaftspolitik zur Grundlage ihres politischen Handelns. Unter Verweis auf ihre Wirtschaftskompetenz gelang der Partei ein erdrutschartiger Sieg bei der Parlamentswahl. Mit einem Stimmenzuwachs von mehr als 20 % erzielte die PSD als erste Partei seit der Nelkenrevolution 1974 eine absolute Mehrheit und war somit in der Lage, eine Regierung ohne Koalitionspartner zu bilden. Neuer Ministerpräsident wurde wiederum Cavaco Silva, der dann bis 1995 regierte.
Nach ihrer verheerenden Wahlniederlage von 1985 gelang es nur der Sozialistischen Partei, sich mit einem geringen Stimmenzuwachs auf diesem, für sie sehr niedrigem Niveau, zu behaupten. Alle anderen politischen Richtungen mussten zum Teil drastische Einbußen hinnehmen, wobei die Linkskoalition CDU noch am wenigsten verlor. Das rechtskonservative Demokratische und Soziale Zentrum (CDS) verfügte nur noch über vier Mandate und auch die Überraschungspartei der Wahl von 1985, die PRD, verlor 38 ihrer ehemals 45 Mandate.
Die PDS-Regierung Cavaco Silva nahm am 17. August 1987 ihre Arbeit auf und blieb die gesamte Wahlperiode über bis zum 31. Oktober 1991 im Amt.
Die Wahlbeteiligung lag bei 71,57 %. Die Wahl fand nach dem D’Hondt-Verfahren.

## Wahlergebnisse
| Partei                                | Partei                                                                                                  | Stimmen   | Stimmen | Stimmen | Sitze   | Sitze      |
| Partei                                | Partei                                                                                                  | Anzahl    | %       | +/−     | Anzahl  | +/−        |
| ------------------------------------- | --- | --------- | ------- | ------- | ------- | ---------- |
|                                       | Partido Social Democrata                                                                                | 2.850.784 | 50,2    | +20,3   | 148     | +60        |
|                                       | Partido Socialista                                                                                      | 1.262.506 | 22,2    | +1,4    | 60      | +3         |

Sitzverteilung und stärkste Partei in den Wahlkreisen

|                                       | Coligação Democrática Unitária - Partido Comunista Português (PCP) - Partido Ecologista Os Verdes (PEV) | 689.137   | 12,1    | −3,4    | 31 29 2 | −4 1 −6 +2 |
|                                       | Partido Renovador Democrático                                                                           | 278.561   | 4,9     | −13,0   | 7       | −38        |
|                                       | Centro Democrático e Social                                                                             | 251.987   | 4,4     | −5,6    | 4       | −18        |
|                                       | União Democrática Popular                                                                               | 50.717    | 0,9     | −0,4    | −       | −          |
|                                       | Partido Socialista Revolucionário                                                                       | 32.977    | 0,6     | −0,0    | −       | −          |
|                                       | Movimento Democrático Português                                                                         | 32.607    | 0,6     | −       | −       | −3 2       |
|                                       | Partido da Democracia Cristã                                                                            | 31.667    | 0,6     | −0,1    | −       | −          |
|                                       | Partido Popular Monárquico                                                                              | 23.218    | 0,4     | −       | −       | −          |
|                                       | Partido Comunista dos Trabalhadores Portugueses                                                         | 20.800    | 0,4     | +0,1    | −       | −          |
|                                       | Partido Comunista (Reconstruído)                                                                        | 18.544    | 0,3     | +0,1    | −       | −          |
|                                       | Partido Operário de Unidade Socialista                                                                  | 9.185     | 0,2     | −0,6    | −       | −          |
|                                       | Leeren Stimmzettel                                                                                      | 50.135    | 0,9     | +0,1    |         |            |
|                                       | Ungültige Stimmzettel                                                                                   | 73.533    | 1,3     | −0,4    |         |            |
|                                       | Gesamt                                                                                                  | 5.676.358 | 100,0   |         | 250     |            |
| Wahlberechtigte                       | Wahlberechtigte                                                                                         | 7.930.668 |         |         |         |            |
| Wahlbeteiligung                       | Wahlbeteiligung                                                                                         | 71,6 %    |         |         |         |            |
| Quelle: Comissão Nacional de Eleições | |           |         |         |         |            |